# Сэкъоу

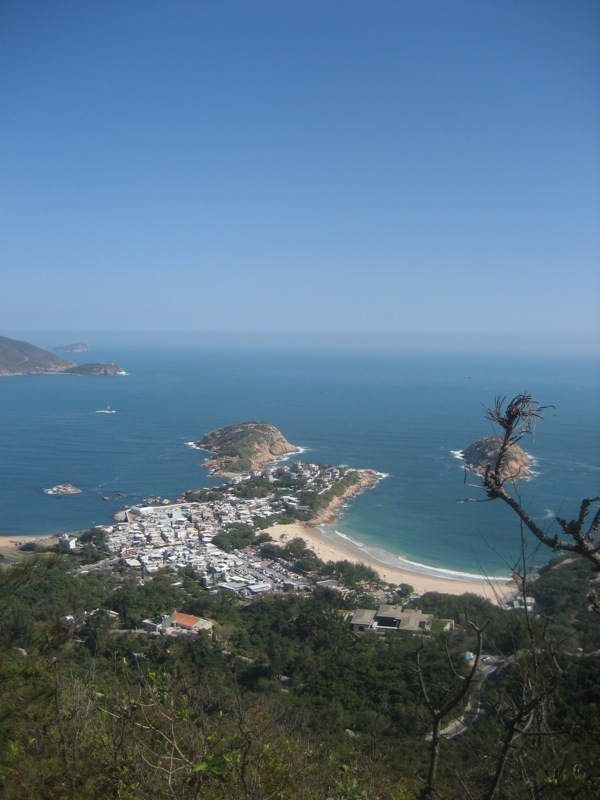
Деревня Сэкъоу

Сэкъо́у? (иер. 石澳, ютпх. Sek6ou3, кит.-рус. Шиа́о, англ. Shek O) — гонконгский район, входящий в состав округа Южный. Расположен на юго-восточном побережье острова Гонконг. С китайского Сэкъоу переводится как «скалистый залив». Преимущественно сельская местность. Пейзажи района часто используют в своих музыкальных клипах исполнители кантонпопа.

## История

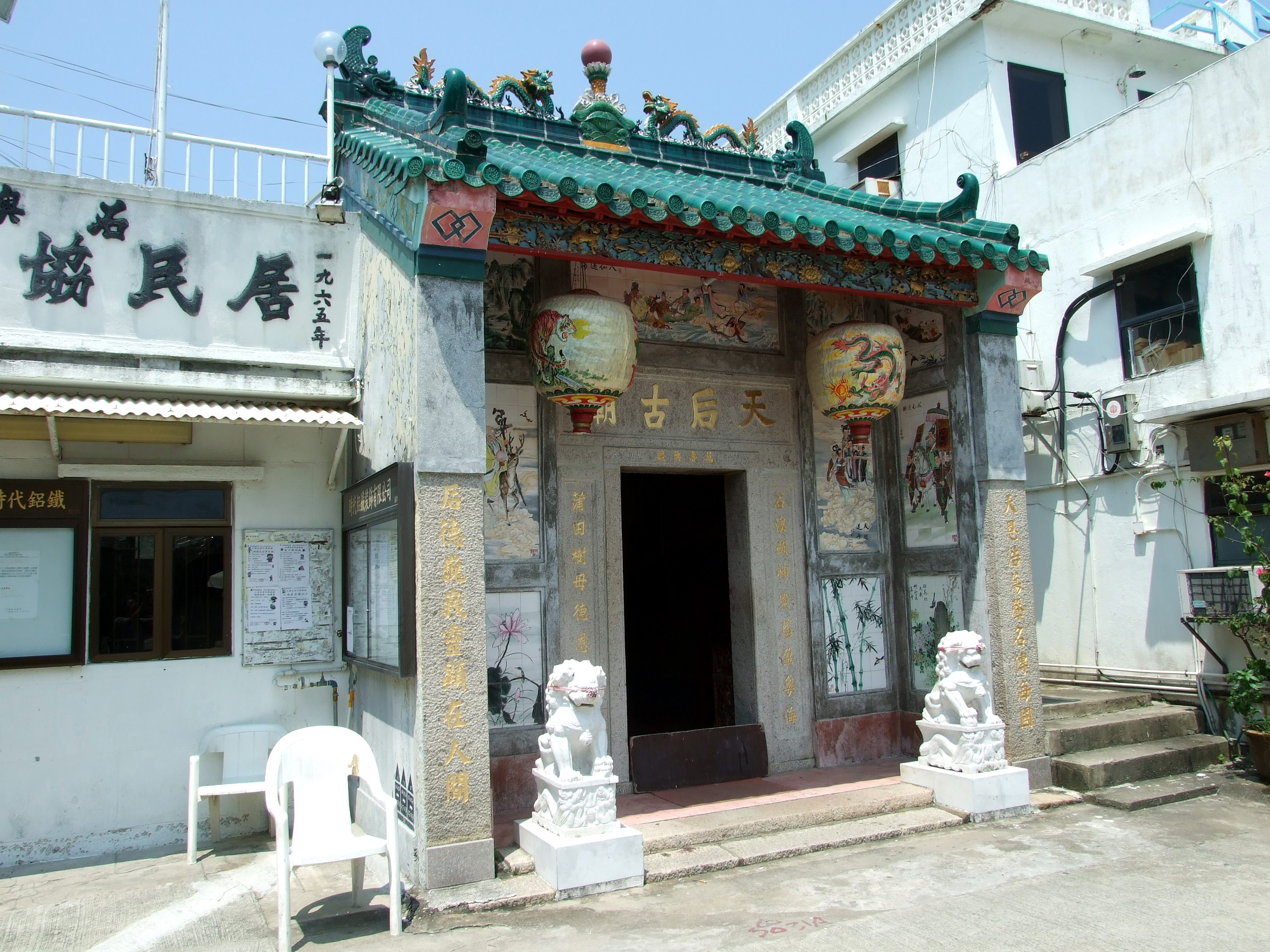
Храм Тхиньхау в Сэкъоу

О том, что на побережье района издавна жили люди, свидетельствует древняя резьба на здешних валунах. В начале XIX века рыбаки кланов Чань, Ип, Ли и Лау основали деревню Сэкъоу (石澳村). В 1841 году население деревень Сэкъоу, Хокцуй (鶴咀村) и Биг-Вэйв (大浪灣村) составляло приблизительно 200 человек. В 1891 году в деревне Сэкъоу был построен храм Тхиньхау.

## География

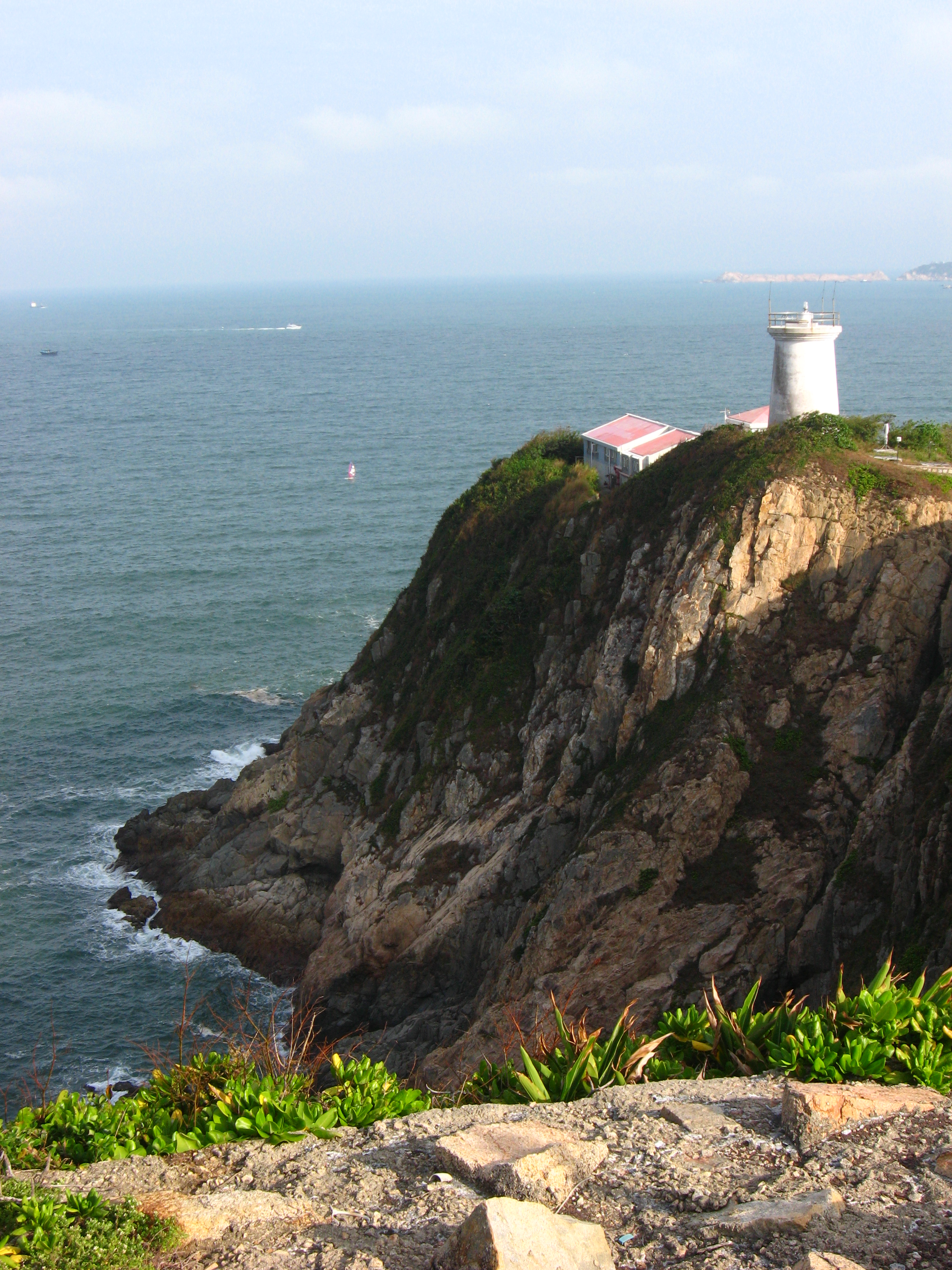
Маяк Д`Агилар

На севере Сэкъоу граничит с районом Чхайвань, на северо-западе — с районом Тайтам, на востоке омывается водами заливов Биг-Вэйв-Бэй (Тайлонвань), Сэкъоувань и Айленд-Бэй, на западе — водами залива Тайтам-Бэй. Значительную часть территории полуострова Сэкъоу занимают парк Сэкъоу-кантри, открывшийся в 1979 году, и морской заповедник Д`Агилар, основанный в 1996 году.

## Религия
В деревне Сэкъоу находятся храм Тхиньхау, построенный в 1891 году, католическая церковь, баптистская часовня и часовня 120 китайских мучеников.

## Экономика
Основой экономики Сэкъоу являются туризм, розничная торговля и общественное питание. Среди популярных у туристов достопримечательностей выделяются песчаные пляжи Сэкъоу-бич и Биг-вэйв-бэй-бич, горный хребет Драгонс-бэк и соседние вершины, мыс Д`Агилар (Хокцуй) с самым старым в Гонконге маяком (1875 год), возле которого расположен островок Каупэйчхау, прибрежные валуны с древней резьбой.
Вокруг туристических достопримечательностей оборудованы парковки, туалеты, прогулочные дорожки, зоны барбекю, кафе и рестораны. Бухты и заливы района популярны у сёрфингистов, а горы — у парапланеристов. Возле пляжа Сэкъоу-бич находится мини-поле для гольфа. Заключительная вечеринка Викимании 2013 года прошла на пляже Сэкъоу-бич. Также в районе расположены несколько престижных загородных клубов, в том числе The Shek O Country Club, основанный в 1919 году.
На мысе Д`Агилар расположены радиопередающая станция и станция межконтинентальных подводных кабелей компании PCCW, а также станция спутниковой связи.

## Транспорт

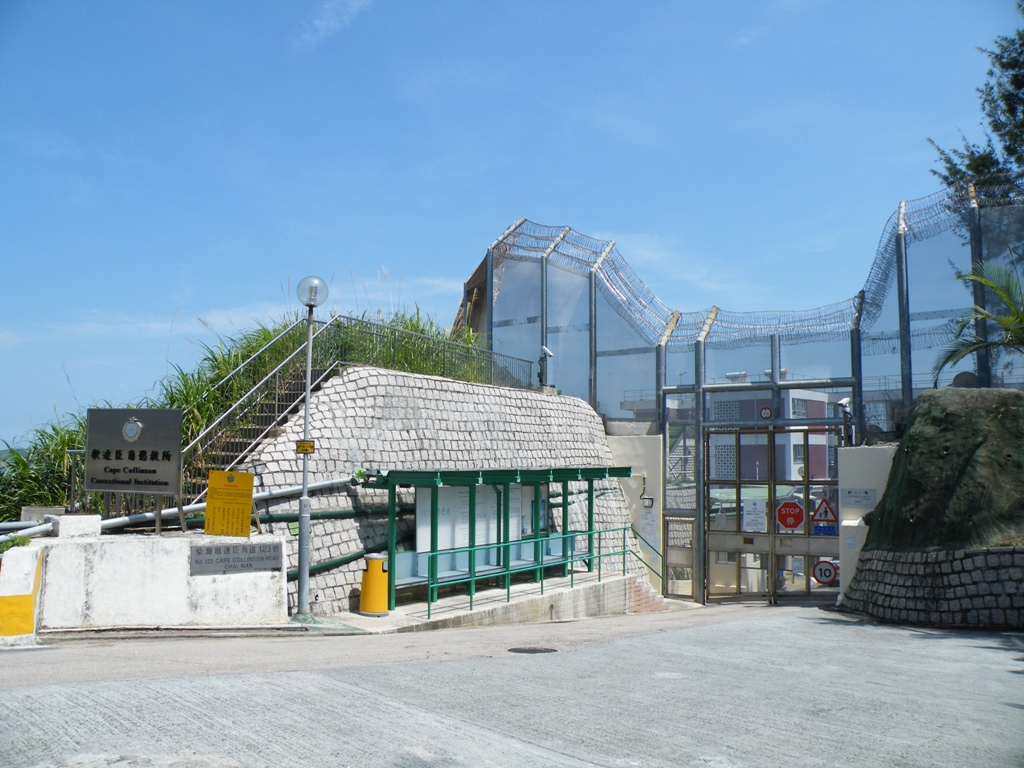
Тюрьма Кейп-Коллинсон

Главной транспортной артерией района является улица Сэкъоу-роуд. Через район пролегает сеть автобусных маршрутов (в том числе и микроавтобусов). Узловой станцией является автобусный терминал «Сэкъоу». Имеется несколько стоянок такси.

## Административные функции
В северо-восточной части района расположено основанное в 1958 году исправительное учреждение Кейп-Коллинсон для молодых преступников мужского пола (минимальный режим безопасности).

## Культура и образование
На мысе Д`Агилар базируется Институт морской науки Свайр (филиал Гонконгского университета).